# Кочхан (Чолла-Пукто)
Кочха́н (кор. 고창군?, 高敞郡?) — уезд в провинции Чолла-Пукто, Южная Корея.

## Города-побратимы
Кочхан является городом-побратимом следующих городов:
- Кванакку, Сеул, Республика Корея
- Сонбукку, Сеул, Республика Корея
- Тоннэгу, Пусан, Республика Корея
- Санджу, провинция Кёнсан-Пукто, Республика Корея
- Цзаочжуан, провинция Шаньдун, Китай